# Crossett
Crossett é uma cidade localizada no estado americano de Arkansas, no Condado de Ashley.

## Demografia
Segundo o censo americano de 2000, a sua população era de 6097 habitantes.
Em 2006, foi estimada uma população de 5679, um decréscimo de 418 (-6.9%).

## Geografia
De acordo com o United States Census Bureau, a localidade tem uma área de 15,5 km², dos quais 15,1 km² cobertos por terra e 0,4 km² cobertos por água.

## Localidades na vizinhança
O diagrama seguinte representa as localidades num raio de 32 km ao redor de Crossett.